# Llengües kimbundus
Les llengües kimbundus són les llengües que conformen un subgrup de llengües bantus que han estat codificats com a Zona H.20 a la classificació de Guthrie. Segons Nurse & Philippson (2003 aquestes llengües conformen un node lingüístic vàlid tot i que a vegades el songo es relaciona com a part de les llengües teke-mbedes.
Les llengües kimbundus són: el kimbundu, el sama, el bolo i el songo.